# Wheatland, Quận Kenosha, Wisconsin
Wheatland là một thị trấn thuộc quận Kenosha, tiểu bang Wisconsin, Hoa Kỳ. Năm 2010, dân số của thị trấn này là 3.270 người.